# Istituto della memoria nazionale
L'Istituto della memoria nazionale - Commissione per il perseguimento dei crimini contro la nazione, in polacco Instytut Pamięci Narodowej – Komisja Ścigania Zbrodni przeciwko Narodowi Polskiemu (IPN), è un istituto di ricerca statale polacco responsabile dell'istruzione e degli archivi con poteri investigativi e di lustrazione. Dal 2020, la sede dell'Istituto della memoria nazionale si trova in via Postępu 18 a Varsavia. L'istituto ha anche undici filiali in altre città e sette uffici di delegazione in altre città.

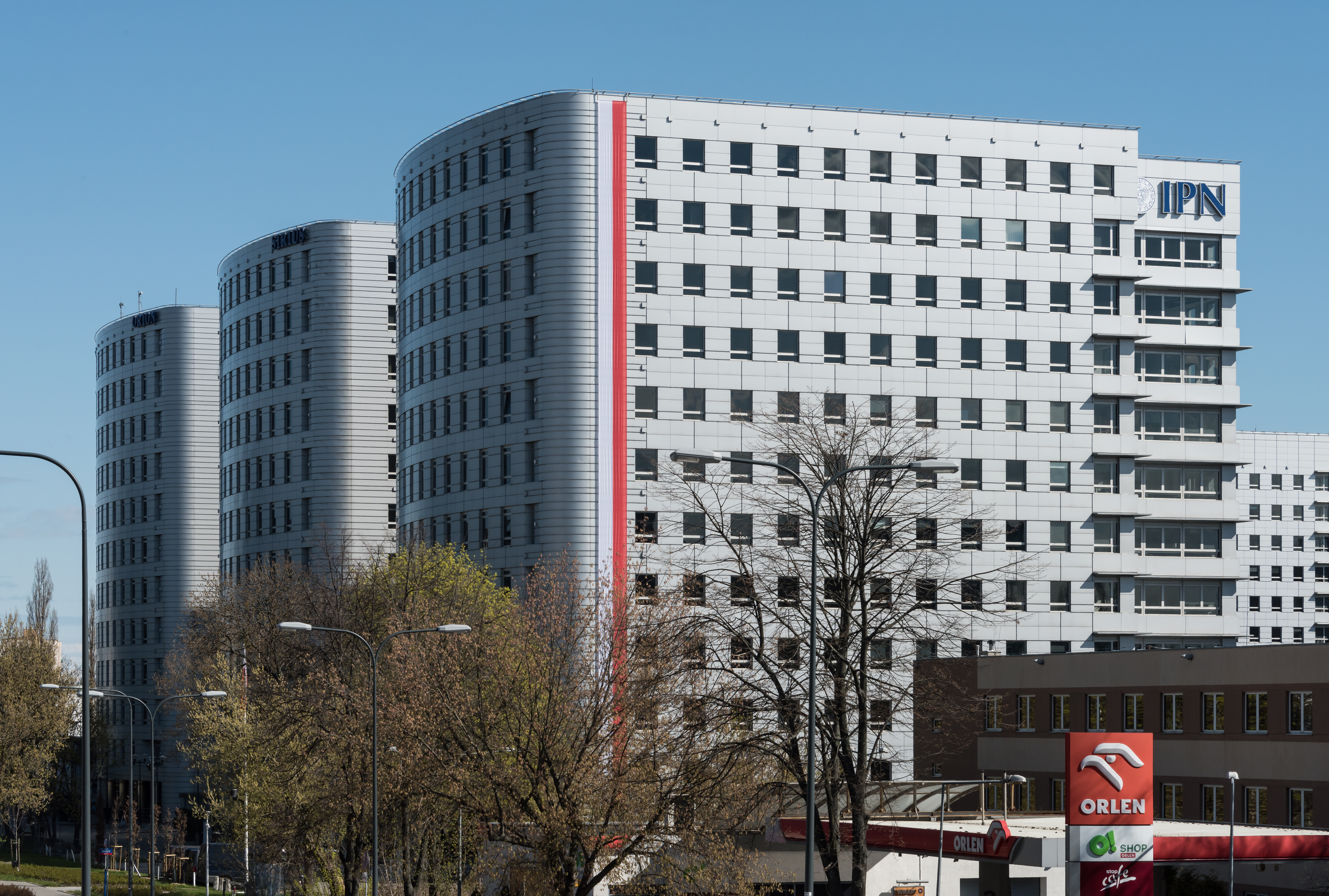
La sede dell'Istituto della memoria nazionale

Nel 2018, la dichiarazione d'intenti dell'istituzione è stata modificata per includere il proposito di "proteggere la reputazione della Repubblica di Polonia e della nazione polacca". L'IPN indaga sui crimini nazisti e comunisti commessi tra il 1917 e il 1990, ne documenta i risultati e li diffonde al pubblico.
L'istituto è stato istituito dal parlamento polacco il 18 dicembre 1998 e ha incorporato la precedente Commissione principale per il perseguimento dei crimini contro la nazione polacca, istituita nel 1991 (che aveva sostituito un organismo istituito nel 1945 sui crimini nazisti). Ha iniziato le sue attività il 1º luglio 2000. L'IPN è un membro fondatore della "Platform of European Memory and Conscience".
Personalità dell'estrema destra polacca hanno ricoperto ruoli di dirigenza nell'istituto e diversi studiosi hanno accusato l'IPN di agire in maniera politicizzata, specialmente sotto i governi del partito conservatore Diritto e Giustizia.

## Scopo
Le principali aree di attività dell'IPN, in linea con la sua dichiarazione di missione originale, includono la ricerca e la documentazione delle perdite subite dalla nazione polacca a seguito della seconda guerra mondiale e durante il periodo socialista del dopoguerra. L'Istituto informa sulle tradizioni patriottiche di resistenza contro le forze occupazionali e sulla lotta dei cittadini polacchi per la sovranità della nazione, compresi i loro sforzi in difesa della libertà e della dignità umana in generale. L'IPN indaga sui crimini commessi sul suolo polacco contro cittadini polacchi e persone di altre cittadinanze subite nel paese. I crimini di guerra che non sono interessati dai termini di prescrizione secondo la legge polacca includono:
1. Crimini dei regimi comunisti sovietici e polacchi commessi nel paese dal 17 settembre 1939 fino alla caduta del comunismo il 31 dicembre 1989[4]
2. Deportazioni nell'Unione Sovietica di soldati polacchi dell'Armia Krajowa, e di altre organizzazioni di resistenza polacche nonché di abitanti polacchi degli ex territori orientali polacchi[4]
3. Pacificazioni delle comunità polacche tra Vistola e Bug Occidentale negli anni 1944-1947 dal UB-NKVD[4]
4. Crimini commessi dalle forze dell'ordine della Repubblica popolare polacca, in particolare dal Ministero della pubblica sicurezza della Polonia e dalla Direzione principale dell'informazione dell'esercito polacco[4]
5. Crimini nella categoria dei crimini di guerra e dei crimini contro l'umanità[4]

Il ruolo dell'IPN è perseguire i crimini contro la pace e l'umanità, tanto quanto i crimini di guerra. La sua missione include la necessità di risarcire i danni che sono stati subiti dalle persone represse e danneggiate in un momento in cui i diritti umani sono stati disobbediti dallo Stato, ed educare il pubblico sulla storia recente della Polonia. L'IPN raccoglie, organizza e archivia tutti i documenti sull'apparato di sicurezza comunista polacco attivo dal 22 luglio 1944 al 31 dicembre 1989.

### Istruzione
Il ruolo vagamente definito dell'Ufficio per la pubblica istruzione (BEP) dell'IPN è quello di informare la società sulle istituzioni e sui crimini comunisti e nazisti. Questo ruolo vagamente definito ha permesso a Paweł Machcewicz, direttore di BEP nel 2000, la libertà di creare una vasta gamma di attività.
I ricercatori dell'IPN non conducono solo ricerche, ma sono tenuti a prendere parte a iniziative pubbliche. BEP ha pubblicato CD musicali, DVD e periodici. Ha fondato "club storici" per dibattiti e conferenze. Ha anche organizzato fiere storiche, picnic e giochi.
Il Bollettino IPN (in polacco Biuletyn IPN) è una rivista scientifico-divulgativa destinata a lettori laici e giovani. Circa 12 000 delle 15 000 copie del Bollettino vengono distribuite gratuitamente nelle scuole secondarie in Polonia e il resto viene venduto nelle librerie. Il Bollettino contiene: articoli divulgativo-scientifici e accademici, polemiche, manifesti, appelli ai lettori, materiale promozionale su IPN e BEP, smentite e commenti alle notizie nelle notizie, nonché supplementi multimediali.
L'IPN pubblica anche Remembrance and Justice (in polacco Pamięć i Sprawiedliwość) giornale scientifico.
L'Istituto della memoria nazionale ha pubblicato diversi giochi da tavolo per istruire le persone sulla recente storia polacca:
- 303 - un gioco sulla battaglia d'Inghilterra incentrato sullo Squadrone polacco 303 .
- Kolejka - un gioco sull'essere costretti a fare la fila per i prodotti domestici di base durante l'era comunista.

### Lustrazione
Il 18 dicembre 2006 la legge polacca che disciplina l'IPN è stata modificata ed è entrata in vigore il 15 marzo 2007. Questo cambiamento ha dato a IPN nuovi poteri di lustrazione. In seguito all'elezione di un governo di Diritto e Giustizia nel 2005, in una serie di emendamenti legislativi nel 2006 e all'inizio del 2007 i poteri di accesso e lustrazione ai fascicoli sono stati radicalmente ampliati. Tuttavia, diversi articoli degli emendamenti del 2006-2007 sono stati giudicati incostituzionali dalla Corte costituzionale polacca l'11 maggio 2007. A seguito della sentenza del tribunale, il potere di lustrazione dell'IPN era ancora più ampliato rispetto alla legge originale del 1997, e includeva la perdita di posizione per coloro che presentavano false dichiarazioni di lustrazione.
Un incidente che ha causato polemiche ha coinvolto la "lista Wildstein", un elenco parziale di persone che presumibilmente lavoravano per il servizio di intelligence polacco dell'era comunista, copiato nel 2004 dagli archivi IPN (senza autorizzazione dell'IPN) dal giornalista Bronisław Wildstein e pubblicato su Internet in 2005. L'elenco ha ricevuto molta attenzione dai media e dalla politica polacchi, e le procedure di sicurezza IPN e la gestione della questione sono state oggetto di critiche.

## Controversie

### Politicizzazione
Nel 2005, dopo la vittoria elettorale di Diritto e Giustizia (PiS), l'IPN si è concentrato sui crimini contro la nazione polacca. Parte della piattaforma politica del PiS comprende la promozione del punto di vista storico della Polonia a livello nazionale e internazionale. Durante il controllo del governo del PiS tra il 2005 e il 2007, l'IPN è stato al centro di accese controversie pubbliche, in particolare riguardo al passato del leader di Solidarność Lech Wałęsa. Di conseguenza, nella letteratura accademica l'IPN è stato indicato come un "Ministero della memoria" o come un'istituzione coinvolta nei "giochi di memoria". Nel 2018, la dichiarazione di intenti dell'istituzione è stata modificata per includere "proteggere la reputazione della Repubblica di Polonia e della nazione polacca". Diversi studiosi hanno criticato l'IPN per la svolta negli ultimi anni, con l'ascesa del governo Diritto e Giustizia e l'emendamento del 2018 alla legge IPN, dalla ricerca storica oggettiva al revisionismo storico.
Nel 2018, l'istituto è stato oggetto di controversia dopo aver rimosso Adam Puławski dalla sua posizione di ricerca sulle relazioni polacco-ebraiche durante la seconda guerra mondiale; 130 storici dalla Polonia e dall'estero hanno criticato la decisione in una lettera aperta.
Nel 2021, lo storico polacco Tomasz Greniuch, che era già stato assegnato a guidare l'ufficio IPN nella città di Opole tre anni prima, è nominato a capo dell'ufficio dell'Istituto della memoria nazionale. Successivamente alla nomina sono state pubblicate immagini di Greniuch mentre fa il saluto romano e partecipa a manifestazioni del Campo Nazional-Radicale, un movimento fascista e antisemita fondato prima della seconda guerra mondiale. Questa nomina è vista da alcuni come la prova dell'estremismo di destra che sta diventando mainstream sotto il partito conservatore Diritto e Giustizia. Greniuch ha anche scritto un libro, "The Way of the Nationalist", pubblicato nel 2013, in cui glorifica il collaboratore belga del Terzo Reich Léon Degrelle, e altre personalità correlate al fascismo come Corneliu Zelea Codreanu e Adam Doboszyński. Il presidente Andrzej Duda aveva assegnato a Greniuch nel 2018 la Croce di bronzo al merito, una decorazione statale assegnata per la sua borsa di studio sui cosiddetti "soldati maledetti", i combattenti della resistenza polacca che si opposero alle forze comuniste durante la seconda guerra mondiale e nel dopoguerra. A seguito dello scandalo, Greniuch si è dimesso.

### Aspetti organizzativi e metodologici
Secondo Georges Mink, critiche comuni all'IPN includono: il suo predominio nel campo della ricerca polacca, che è garantito da un budget che supera di gran lunga quello di qualsiasi istituzione accademica simile; la "monotonia tematica... di studi microstorici... di nessun reale interesse scientifico" della sua ricerca; il suo focus sul "martirologio"; e varie critiche alla metodologia e all'etica. Alcune di queste critiche sono state rivolte dal direttore Łukasz Kamiński durante il suo mandato e che secondo Mink "ha apportato cambiamenti significativi"; tuttavia, Minsk, scrivendo nel 2017, era anche preoccupato per i recenti cambiamenti amministrativi e del personale nell'IPN, inclusa l'elezione di Jarosław Szarek come direttore, che secondo lui potrebbe portare a un'ulteriore politicizzazione dell'istituto.
Secondo Valentin Behr, la ricerca IPN sull'era comunista è preziosa, sottolineando che "le risorse a sua disposizione l'hanno resa un centro di ricerca senza rivali nel mondo accademico"; allo stesso tempo ha osservato che la ricerca è per lo più focalizzata sugli aspetti negativi dell'epoca e che "è lontana dal produrre un approccio critico alla storia, che pone le proprie domande ed è metodologicamente pluralista". Ha anche osservato che negli ultimi anni il problema è stato migliorato poiché il lavoro dell'Istituto "si è in qualche modo diversificato poiché la sua amministrazione ha preso atto delle critiche da parte degli accademici".
Secondo Robert Traba "sotto il... IPN, i compiti legati alla “politica nazionale della memoria” sono stati - purtroppo - fusi con la missione della ricerca accademica indipendente. Nella mente del pubblico, potrebbe esserci un solo messaggio che fluisce dal nome dell'istituto: la memoria e la storia come scienza sono una cosa sola. Il problema è che niente potrebbe essere più lontano dalla verità e niente potrebbe essere più fuorviante. Ciò che il messaggio dell'IPN presenta, infatti, è il pericolo che la storia polacca venga grossolanamente semplificata". Traba osserva che "al centro del dibattito oggi c'è un confronto tra coloro che sostengono i metodi tradizionali e le categorie di ricerca e coloro che supportano metodi e categorie di nuova definizione... Ampliare la prospettiva della ricerca significa arricchire lo strumentario dello storico"; egli colloca la ricerca IPN, in senso lato, nella prima: "[una] storiografia solida, di laboratorio, tradizionale e positivista... che si difende con l'integrità della sua analisi e della sua diversificata base di fonti", ma critica il suo approccio per aver condotto a una "missione erroneamente concepita per trovare la “verità oggettiva”" a scapito di "uno studio serio della storia degli eventi", e una "affermazione semplificata che solo Fonti “segrete”, non accessibili ai comuni mortali", possono condurre a quella verità oggettiva. Traba cita la storica Wiktoria Śliwowska, che ha scritto che "Lo storico deve sforzarsi non solo di ricostruire una data realtà, ma anche di comprendere lo sfondo degli eventi, le circostanze in cui le persone hanno agito. È facile condannare, ma difficile capire un passato complicato. [...nel frattempo, nell'IPN] si stanno producendo grossi volumi, nei quali si gettano, senza una reale considerazione, ulteriori prove per aver criminalizzato varie persone ormai decedute (e quindi non in grado di difendersi), e anziani ancora vivi - conosciuti e sconosciuti." Traba conclude che "c'è... un bisogno di un dibattito genuino che non ruota intorno [ai file] negli archivi IPN, “lustrazione”, o discussioni a breve termine e politicamente ispirate progettate stabilire la “sola vera” verità" e suggerisce che l'adozione di varie prospettive e diverse metodologie potrebbe contribuire a tale dibattito.
Secondo Wiktoria Śliwowska, l'approccio storiografico dell'IPN si occupa più in generale di attribuire la colpa che di comprendere i processi storici.
Valentin Behr scrive che l'IPN è più "preoccupato per la produzione di una narrazione ufficiale sul recente passato della Polonia" e quindi manca di innovazione nella sua ricerca, nulla tuttavia a questa situazione è stato posto rimedio sotto la guida recente. Scrive che l'IPN "ha preso principalmente storici ai margini del campo accademico" che non erano in grado di ottenere una posizione accademica di rilievo o ideologicamente attratti dall'approccio dell'IPN, e che "nel campo accademico, essere uno “storico dell'IPN” può essere uno stigma". Behr lo spiega indicando un divario generazionale nel mondo accademico polacco, visibile confrontando l'IPN con altri centri di ricerca polacchi, e afferma che "l'assunzione di giovani storici è stata fatta deliberatamente per dare all'Istituto una maggiore autonomia dal mondo accademico, considerato troppo di sinistra per descrivere i lati oscuri del regime comunista". Behr loda IPN per la creazione di opportunità di assunzione per molti specialisti di storia che possono svolgere ricerche dedicate lì senza la necessità di un appuntamento presso un'altra istituzione, e per la formazione di giovani storici, osservando che "l'IPN è ora il principale datore di lavoro di giovani dottorandi e dottorandi in storia specializzata in storia contemporanea, davanti alle università polacche".
Lo storico Dariusz Stola sostiene che l'IPN funzioni come un "Ministero della Memoria", ma di natura burocratica. Egli sostiene l'istituto mostri una "tendenza a una visione discutibile delle interpretazioni del passato" e che nel trattare la storia comunista della Polonia intenda dare "un orientamento agli autori e ai lettori".

### Tensioni con l'Ucraina
Nel marzo 1944, le unità dell'Armia Krajowa e del "Battaglione contadino" attaccarono il villaggio Sahryn, centinaia di civili ucraini furono uccisi successivamente, in quello che verrà ricordato come "massacro di Sahryn". Lo storico Mariusz Zajączkowski ha affermato che il massacro potrebbe essere descritto come un crimine di guerra o forse un crimine contro l'umanità. L'indagine dell'IPN su questo argomento è stata interrotta nel 2010 e l'IPN ha rilevato che non fu commesso alcun crimine a Sahryń. Una richiesta ucraina di riaprire le indagini è stata rifiutata dall'istituto.